# Thüringer Energie Team/Saison 2012
Dieser Artikel listet Erfolge und Fahrer des Radsportteams Thüringer Energie Team in der Saison 2012 auf.

## Erfolge in der UCI Europe Tour
| Datum    | Rennen                                          | Kat. | Fahrer          |
| -------- | ----------------------------------------------- | ---- | --------------- |
| 22. Juni | Deutsche Meisterschaft – Einzelzeitfahren (U23) | CN   | Jasha Sütterlin |

## Platzierungen in UCI-Ranglisten
| UCI Continental Circuit | Platz |
| ----------------------- | ----- |
| UCI Europe Tour 2012    | 93    |

## Abgänge – Zugänge
| Zugänge           | Team 2011 | Abgänge                        | Team 2012            |
| ----------------- | --------- | ------------------------------ | -------------------- |
| Benjamin Dietrich | Neoprofi  | Kersten Thiele                 | LKT Team Brandenburg |
| Moritz Schaffner  | Neoprofi  | Simon Nuber                    | Team Möbel Ehrmann   |
| Maximilian Werda  | Neoprofi  | Tassilo Fricke                 | Unbekannt            |
|                   |           | Bastian Bürgel (bis 31. Juli)  | Unbekannt            |
|                   |           | Johannes Kahra (bis 31. Juli)  | Unbekannt            |
|                   |           | Kevin Predatsch (bis 31. Juli) | Unbekannt            |

## Mannschaft
| Teamkader 2012    | Teamkader 2012   | Teamkader 2012 | Teamkader 2012  |
| Name              | Geburtsdatum     | Land           | Vorheriges Team |
| ----------------- | ---------------- | -------------- | --------------- |
| Marcel Barth      | 22. Mai 1986     | Deutschland    |                 |
| Ralf Matzka       | 24. August 1989  | Deutschland    |                 |
| Moritz Schaffner  | 15. Oktober 1993 | Deutschland    |                 |
| Jakob Steigmiller | 1. Januar 1990   | Deutschland    |                 |
| Jasha Sütterlin   | 4. November 1992 | Deutschland    |                 |
| Maximilian Werda  | 5. Oktober 1991  | Deutschland    |                 |
| Fabian Thiel      | 6. Januar 1992   | Deutschland    |                 |
| Benjamin Dietrich | 16. März 1993    | Deutschland    |                 |
|                   |                  |                |                 |
| Quelle: UCI       |                  |                |                 |

Anmerkung: Marcel Barth